# فرناندو كورنيجو
فرناندو كورنيجو (Fernando Cornejo) (مواليد 28 يناير 1969) هو لاعب كرة قدم. يلعب مع منتخب تشيلي لكرة القدم. سبق له أن لعب في كأس العالم لكرة القدم مع منتخب بلاده.

## مسيرته الكروية
لعب فرناندو كورنيجو خلال مسيرته الاحترافية مع 3 أندية في سبعة عشر موسمًا وسجل خلالها 59 هدفًا ضمن 433 مباراة. ولم يفز بأي موسم بالكأس وفاز في ثلاثة مواسم بالدوري.
خاض فرناندو كورنيجو مسيرته مع نادي أوهيجينس في موسم 1988 ليلعب معه أربعة مواسم، مشاركًا في 99 مباراة سجل خلالها 9 أهداف. ثم انتقل إلى نادي كوبريلوا في موسم 1992 في المرة الأولى ليلعب معه ستة مواسم ثم في موسم 2000 ليلعب معه خمسة مواسم، حيث شارك طوالها في 294 مباراة سجل خلالها 47 هدفًا. لينتقل بعدها إلى نادي أونيفرسيداد كاتوليكا في عامي 1998-2000 ولمدة موسمين، مشاركًا في 40 مباراة سجل خلالها 3 أهداف.

## وصلات خارجية
- فرناندو كورنيجو على موقع الاتحاد الدولي (مؤرشف)  (الإنجليزية)
- فرناندو كورنيجو على موقع قاعدة بيانات كرة القدم.إي يو (الإنجليزية)
- فرناندو كورنيجو على موقع ناشيونال فوتبول تيمز (الإنجليزية)
- فرناندو كورنيجو على موقع Soccerway.com (الإنجليزية)